# Burnt Church 14
Pour les articles homonymes, voir Burnt.
 Esgenoôpetitj est une réserve indienne du Nouveau-Brunswick, située dans le comté de Northumberland. Elle est l'une des trois réserves de la Première nation de Burnt Church.

## Géographie
Burnt Church est situé sur la rive nord de la rivière Miramichi, au confluent de la rivière Burnt Church. La rivière longe le fleuve pendant plus de trois kilomètres avant de s'y déverser, formant la pointe de Burnt Church. C'est à cet endroit où se trouve le village. Il y a également un hameau à la pointe Morin, sur l'autre rive de la rivière, un autre dans les terres, au sud de Lagacéville, et finalement une partie de Rivière-des-Caches est comprise dans la réserve, l'autre étant à Néguac.

### Géologie
Le sous-sol de Burnt Church est composé principalement de roches sédimentaires du groupe de Pictou datant du Pennsylvanien (entre 300 et 311 millions d'années).

## Administration

### Représentation et tendances politiques
Nouveau-Brunswick: Burnt Church 14 fait partie de la circonscription provinciale de Baie-de-Miramichi—Neguac, qui est représentée à l'Assemblée législative du Nouveau-Brunswick par Serge Robichaud, du Parti progressiste-conservateur. Il fut élu en 2010.
 Canada: Burnt Church 14 fait partie de la circonscription électorale fédérale de Miramichi, qui est représentée à la Chambre des communes du Canada par Tilly O'Neill-Gordon, du Parti conservateur. Elle fut élue lors de la 40e élection fédérale, en 2008.

## Infrastructure et services
La route 11 passe dans le territoire.